# Walter Warzecha
Walter Warzecha, född 23 maj 1891 i Schwiebus i provinsen Brandenburg, död 30 augusti 1956 i Hamburg, var en tysk sjömilitär; generalamiral den 1 mars 1944. Han innehade olika chefsbefattningar vid Kriegsmarines högkvarter 1938–1945. Warzecha var siste chef för Oberkommando der Kriegsmarine, från den 24 maj till den 22 juli 1945.